# The Riders
The Riders is een roman geschreven door Tim Winton. De roman werd genomineerd voor de Booker Prize.
De roman werd in 1997 naar het Nederlands vertaald door Molly van Gelder en onder de titel De Ruiters door Uitgeverij De Geus uitgebracht.

## Samenvatting
Fred Scully, zijn vrouw Jennifer en hun dochter Billie besluiten na een reis door Europa om zich in Ierland te vestigen. Scully begint aan de renovatie van het huis dat ze kochten. Jennifer en Billie reizen naar Australië om hun huis daar te verkopen. Wanneer alles in Australië is in orde gebracht gaat Scully vrouw en dochter op de luchthaven afhalen.
Daar komt echter enkel zijn dochter aan. Ze is getraumatiseerd en kan niet vertellen waarom haar moeder er niet bij is of waar ze heen is. Scully en Billie reizen daarop door Europa, naar de plaatsen die ze eerder bezocht hebben, in de hoop Jennifer te vinden of de reden te achterhalen waarom ze verdwenen is.

## Thematiek
Volgens Iain Grandage, die de roman tot een opera verwerkte, gaat het verhaal over liefde en de vraag hoe goed we de ander en onszelf kunnen kennen.

## Bewerkingen
In 2014 verwerkte Iain Grandage de roman tot een opera.
In 2000 kocht Susie Brooks-Smith de filmrechten. In 2012 werd de start van de verfilming aangekondigd maar het project raakte niet van grond. In april 2025 raakte bekend dat Brad Pitt en Edward Berger samen aan de verfilming werken.

## Prijzen
- 1995 Booker Prize voor fictie (shortlist)
- 1995 Commonwealth Writers Prize (Beste boek in de regio Zuidoost Azië en zuidpacific)